# Pseudagrion arabicum
Pseudagrion arabicum é uma espécie de libelinha da família Coenagrionidae. 
Pode ser encontrada nos seguintes países: Arábia Saudita e Iémen.
Os seus habitats naturais são: rios. 
Está ameaçada por perda de habitat. 